# Copernicia baileyana
Copernicia baileyana là loài thực vật có hoa thuộc họ Arecaceae. Loài này được León mô tả khoa học đầu tiên năm 1931.

## Hình ảnh

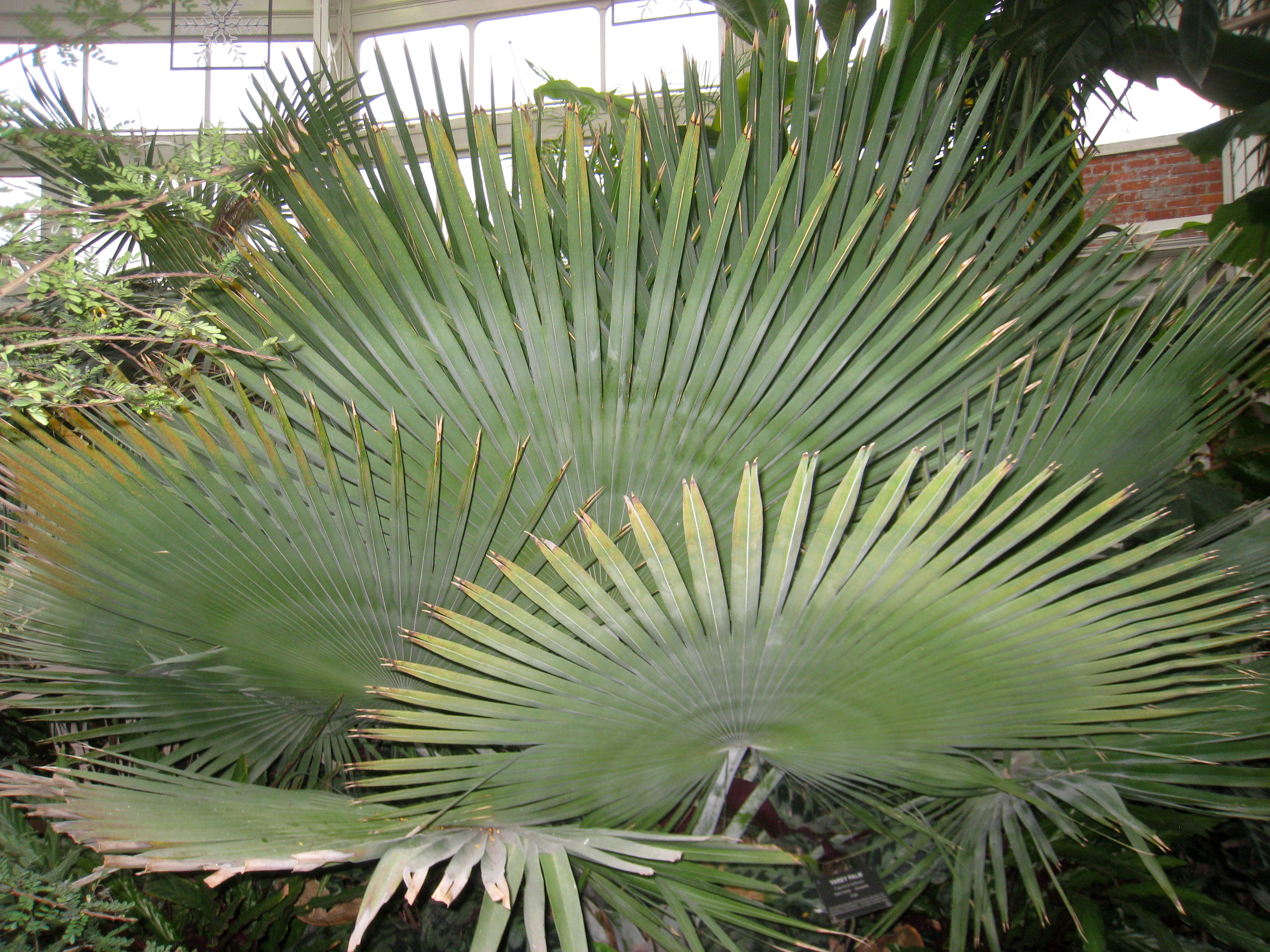